# Lista de premiações especiais do Miss Universo
Relação de premiações especiais concedidas nas edições já realizadas do Miss Universo.

## Miss Fotogenia
| Ano  | Candidata                 | País              | Colocação          |
| ---- | ------------------------- | ----------------- | ------------------ |
| 1956 | Marina Orschel            | Alemanha          | 3° lugar           |
| 1957 | Gerti Daub                | Alemanha          | 5° lugar           |
| 1958 | Corine Rottschafer        | Países Baixos     | Semifinalista      |
| 1959 | Pamela Anne Searle        | Inglaterra        | 4° lugar           |
| 1960 | Daniela Bianchi           | Itália            | 2° lugar           |
| 1961 | Sharon Rene Brown         | Estados Unidos    | 5° lugar           |
| 1962 | Kim Carlton               | Inglaterra        | Semifinalista      |
| 1963 | Marlene McKeown           | Irlanda           | 3° lugar           |
| 1964 | Emanuela Stramana         | Itália            | Semifinalista      |
| 1965 | Karen Schmidt             | Áustria           |                    |
| 1966 | Margareta Arvidsson       | Suécia            | Miss Universo 1966 |
| 1967 | Elya Calligeraki          | Grécia            | Semifinalista      |
| 1968 | Daliborka Stojsic         | Iugoslávia        | Semifinalista      |
| 1969 | Carole Robinson           | Nova Zelândia     |                    |
| 1970 | Margaret Hill             | Bermudas          |                    |
| 1971 | Vida Valentina Doria      | Filipinas         |                    |
| 1972 | Ann Roger                 | Bélgica           | Semifinalista      |
| 1973 | Maria Margarita Moran     | Filipinas         | Miss Universo 1973 |
| 1974 | Johanna Raunio            | Finlândia         | 4° lugar           |
| 1975 | Summer Bartholomew        | Estados Unidos    | 3° lugar           |
| 1976 | Pauline Davis             | Inglaterra        | Semifinalista      |
| 1977 | Janelle Commissiong       | Trinidad e Tobago | Miss Universo 1977 |
| 1978 | Maribel Fernandez         | Costa Rica        |                    |
| 1979 | Carolyn Seaward           | Inglaterra        | 3° lugar           |
| 1980 | Delyse Nottle             | Nova Zelândia     | 3° lugar           |
| 1981 | Tina Brand                | Dinamarca         |                    |
| 1982 | Marilyn Burki             | Bahamas           |                    |
| 1983 | Lolita Laure Morena       | Suíça             | 4° lugar           |
| 1984 | Garbine Abasolo Garcia    | Espanha           |                    |
| 1985 | Brigitte Bergman          | Países Baixos     |                    |
| 1986 | Susanna Huckstep          | Itália            |                    |
| 1987 | Maria Patricia López Ruiz | Colômbia          |                    |
| 1988 | Tracey Williams           | Inglaterra        |                    |
| 1989 | Karen Wenden              | Austrália         |                    |
| 1990 | Pasaraporn Chaimongkol    | Tailândia         |                    |
| 1991 | Siobhan McClafferty       | Irlanda           |                    |
| 1992 | Maria Soledad Diab        | Equador           |                    |
| 1993 | Eugenia Santana           | Espanha           | Semifinlista       |
| 1994 | Minorka Mercado           | Venezuela         | 3° lugar           |
| 1995 | Petra Hultgren            | Suécia            |                    |
| 1996 | Ailleen Damiles           | Filipinas         |                    |
| 1997 | Abbygale Arenas           | Filipinas         |                    |
| 1998 | Vladmira Hrenovcikova     | Eslováquia        |                    |
| 1999 | Brenda Liz Lopez          | Porto Rico        | Semifinalista      |
| 2000 | Helen Lindes              | Espanha           | 3° lugar           |
| 2001 | Denise Quiñones           | Porto Rico        | Miss Universo 2001 |
| 2002 | Isis Marie Casalduc       | Porto Rico        |                    |
| 2003 | Carla Tricoli             | Porto Rico        |                    |
| 2004 | Alba Reyes                | Porto Rico        | 3° lugar           |
| 2005 | Gionna Cabrera            | Filipinas         |                    |
| 2006 | Lia Andrea Ramos          | Filipinas         |                    |
| 2007 | Anna Theresa Licaros      | Filipinas         |                    |
| 2009 | Chutima Durongdej         | Tailândia         |                    |
| 2010 | Fonthip Watcharatrakul    | Tailândia         |                    |
| 2011 | Ronnia Fornstedt          | Suécia            |                    |
| 2012 | Diana Avdiu               | Kosovo            | Semifinalista      |
| 2013 | Paulina Krupińska         | Polónia           |                    |
| 2014 | Gabriela Berrios          | Porto Rico        |                    |
| 2016 | Lindita Idrizi            | Albânia           |                    |

### Tabela de Classificação
| Rank | País       | Vitórias | Anos                                     |
| ---- | ---------- | -------- | ---------------------------------------- |
| 01   | Filipinas  | 07       | 1971, 1973, 1996, 1997, 2005, 2006, 2007 |
| 02   | Porto Rico | 06       | 1999, 2001, 2002, 2003, 2004, 2014       |
| 03   | Inglaterra | 05       | 1959, 1962, 1976, 1979, 1988             |
| 04   | Espanha    | 03       | 1984, 1993, 2000                         |
| 05   | Itália     | 03       | 1960, 1964, 1986                         |

## Melhor Traje Típico
| Ano  | Candidata                    | País                 | Colocação          |
| ---- | ---------------------------- | -------------------- | ------------------ |
| 1962 | Kim Carlton                  | Inglaterra           | Semifinalista      |
| 1963 | Sherine Ibrahim              | Israel               |                    |
| 1964 | Henny Deul                   | Países Baixos        |                    |
| 1965 | Sue Ann Downey               | Estados Unidos       | 3° lugar           |
| 1966 | Aviva Israeli                | Israel               | 5° lugar           |
| 1967 | Carmen Barros Ramasco        | Brasil               | Semifinalista      |
| 1968 | Luz Helena Gonzales          | Colômbia             |                    |
| 1969 | Sangduen Manwong             | Tailândia            |                    |
| 1970 | Roxana Brown                 | Bolívia              |                    |
| 1971 | Maria Luisa Lopez            | México               |                    |
| 1972 | Carmen Amelia Ampuero        | Peru                 | Semifinalista      |
| 1973 | Maria Rocio Martin           | Espanha              | 4° lugar           |
| 1974 | Kim Jae Kiu                  | Coreia do Sul        |                    |
| 1975 | Emy Abascal                  | Guatemala            |                    |
| 1976 | Rocio Lazcano                | Peru                 |                    |
| 1977 | Kim Sung-Hee                 | Coreia do Sul        |                    |
| 1978 | Alamjet Kaur Chauhan         | Índia                |                    |
| 1979 | Elizabeth Busti              | Uruguai              |                    |
| 1980 | Sangeeta Bijlina             | Índia                |                    |
| 1981 | Adriana Alves de Oliveira    | Brasil               | 4° lugar           |
| 1982 | Maria Francesca Zazá Reinoso | Peru                 | Semifinalista      |
| 1983 | Kim Jong-Jung                | Coreia do Sul        |                    |
| 1984 | Juhi Chawla                  | Índia                |                    |
| 1985 | Sandra Eugênia Borda Caldas  | Colômbia             |                    |
| 1986 | Gilda Garcia Lopez           | Panamá               |                    |
| 1987 | Jacqueline Ribeiro Meirelles | Brasil               |                    |
| 1988 | Porntip Nakhirunkanok        | Tailândia            | Miss Universo 1988 |
| 1989 | Flávia Cavalcanti Rebelo     | Brasil               |                    |
| 1990 | Liseth Mahecha               | Colômbia             | 3° lugar           |
| 1991 | Maribel Gutierrez            | Colômbia             |                    |
| 1992 | Pamela Zarza                 | Paraguai             |                    |
| 1993 | Ine Beate Strand             | Noruega              | Semifinalista      |
| 1994 | Charlene Gonzales            | Filipinas            | Finalista          |
| 1995 | Maria Reyes Vazquez          | Espanha              |                    |
| 1996 | Ilmira Shamsutdinova         | Rússia               | Finalista          |
| 1997 | Cláudia Elena Vasquez Angel  | Colômbia             |                    |
| 1998 | Wendy Fitzwilliam            | Trinidad e Tobago    | Miss Universo 1998 |
| 1999 | Nicole Simone Dyer           | Trinidad e Tobago    |                    |
| 2000 | Letícia Murray Acedo         | México               |                    |
| 2001 | Sa Lang Kim                  | Coreia do Sul        |                    |
| 2002 | Vanessa Mendoza              | Colômbia             |                    |
| 2003 | Amelia Vega                  | República Dominicana | Miss Universo 2003 |
| 2004 | Jéssica Rodriguez Clark      | Panamá               |                    |
| 2005 | Chananporn Rosjan            | Tailândia            |                    |
| 2006 | Kurara Chibana               | Japão                | 2° lugar           |
| 2008 | Gawintra Potijak             | Tailândia            |                    |
| 2009 | Diana Broce                  | Panamá               |                    |
| 2010 | Fonthip Watcharatrakul       | Tailândia            |                    |
| 2011 | Sheldry Sáez                 | Panamá               | Semifinalista      |
| 2012 | Ji Dan Xu                    | China                |                    |
| 2013 | Nastassja Bolívar            | Nicarágua            | Semifinalista      |
| 2014 | Elvira Devinamira            | Indonésia            | Semifinalista      |
| 2015 | Aniporn Chalermburanawong    | Tailândia            | Semifinalista      |
| 2016 | Hten Hten Htun               | Myanmar              |                    |
| 2017 | Momoko Abe                   | Japão                |                    |
| 2018 | On-anong Homsombath          | Laos                 |                    |
| 2019 | Gazini Ganados               | Filipinas            | Semifinalista      |

### Tabela de Classificação
| Rank | País              | Vitórias | Anos                               |
| ---- | ----------------- | -------- | ---------------------------------- |
| 01   | Colômbia          | 06       | 1968, 1985, 1990, 1991, 1997, 2002 |
| 02   | Tailândia         | 06       | 1969, 1988, 2005, 2008, 2010, 2015 |
| 03   | Brasil            | 04       | 1967, 1981, 1987, 1989             |
| 04   | Coreia do Sul     | 04       | 1974, 1977, 1983, 2001             |
| 05   | Índia             | 03       | 1978, 1980, 1984                   |
| 05   | Panamá            | 03       | 1986, 2004, 2009                   |
| 06   | Peru              | 03       | 1972, 1976, 1982                   |
| 07   | Israel            | 02       | 1963, 1966                         |
| 08   | México            | 02       | 1971, 2000                         |
| 09   | Trinidad e Tobago | 02       | 1998, 1999                         |
| 10   | Filipinas         | 01       | 2019                               |
| 12   | Myanmar           | 01       | 2016                               |

## Miss Simpatia
| Ano  | Candidata           | País                     | Colocação     |
| ---- | ------------------- | ------------------------ | ------------- |
| 1952 | Myriam Lynn         | Bélgica                  |               |
| 1953 | Jeanne Vaughn       | Estados Unidos           |               |
| 1954 | Effie Androulakaki  | Grécia                   |               |
| 1955 | Maribel Arrieta     | El Salvador              | 2° lugar      |
| 1956 | Anabel Granados     | Costa Rica               |               |
| 1957 | Mapita Cortes       | Porto Rico               |               |
| 1958 | Tomoko Moritake     | Japão                    | Semifinalista |
| 1959 | Sondsi Sodsal       | Tailândia                | 4° lugar      |
| 1960 | Myint Myint         | Myanmar (Birmânia)       |               |
| 1961 | Eleftheria Delutsi  | Grécia                   |               |
| 1962 | Sara Olimpia        | República Dominicana     |               |
| 1963 | Grace Taylor        | Escócia                  |               |
| 1964 | Jeanne Venables     | Estados Unidos           |               |
| 1965 | Ingrid Bethake      | Alemanha                 |               |
| 1966 | Paquita Torres      | Espanha                  |               |
| 1967 | Lena McGarvie       | Escócia                  |               |
| 1968 | Yosoy Olin          | Japão                    |               |
| 1969 | Zahara Boufaden     | Tunísia                  |               |
| 1970 | Hilary Best         | Guam                     | Semifinalista |
| 1971 | Magnolia Martinez   | Peru                     |               |
| 1972 | Ombayi Mutaka       | Zaire                    |               |
| 1973 | Janet Robinson      | Chile                    |               |
| 1974 | Anna Bjorsdottir    | Islândia                 |               |
| 1975 | Christine Jackson   | Trinidad e Tobago        |               |
| 1976 | Margot Elizabeth    | Trinidad e Tobago        |               |
| 1977 | Pamela Mercer       | Canadá                   |               |
| 1978 | Sophia Titus        | Trinidad e Tobago        |               |
| 1979 | Yureka Kuroda       | Japão                    |               |
| 1980 | Devan Walter        | Ilhas Caimã              |               |
| 1981 | Linda Smith         | Bahamas                  |               |
| 1982 | Maureen Lewis       | Ilhas Caimã              |               |
| 1983 | Abbey Scattrel      | Gâmbia                   |               |
| 1984 | Jessica Palao       | Gibraltar                |               |
| 1985 | Lucy Carbullido     | Guam                     |               |
| 1986 | Dina Reyes          | Guam                     |               |
| 1987 | Tatiana Reyes       | Honduras                 |               |
| 1988 | Liza Camacho        | Guam                     |               |
| 1989 | Sharon Simos        | Turcas e Caicos          |               |
| 1990 | Christiane Stocker  | Alemanha                 |               |
| 1991 | Monique Lindsay     | Ilhas Virgens Americanas |               |
| 1992 | Barbara Johnson     | Turcas e Caicos          |               |
| 1993 | Jamilah Haruna      | Gana                     |               |
| 1994 | Barbara Kahatjipara | Namíbia                  |               |
| 1995 | Toyin Raji          | Nigéria                  |               |
| 1996 | Jodie McMullen      | Austrália                |               |
| 1997 | Laura Csortan       | Austrália                |               |
| 1998 | Asuman Krause       | Turquia                  |               |
| 1999 | Marisa Ferreira     | Portugal                 |               |
| 2000 | Tamara Scaroni      | Aruba                    |               |
| 2001 | Nakera Simms        | Bahamas                  |               |
| 2002 | Merlisa George      | Ilhas Virgens Americanas |               |
| 2003 | Kai Davis           | Antígua e Barbuda        |               |
| 2004 | Laia Manetti        | Itália                   |               |
| 2005 | Tricia Homer        | Ilhas Virgens Americanas |               |
| 2006 | Angela Asare        | Gana                     |               |
| 2007 | Ningning Zhang      | China                    |               |
| 2008 | Rebecca Moreno      | El Salvador              |               |
| 2009 | Wang Jingyao        | China                    |               |
| 2010 | Jesinta Campbell    | Austrália                | 3º lugar      |
| 2011 | Nikolina Lončar     | Montenegro               |               |
| 2012 | Laura Godoy         | Guatemala                |               |
| 2013 | Jin Ye              | China                    | Semifinalista |
| 2014 | Queen Celestine     | Nigéria                  |               |
| 2015 | Witney Shikongo     | Angola                   |               |
| 2016 | Jenny Kim           | Coreia do Sul            |               |
| 2017 | Farah Sedky         | Egito                    |               |
| 2017 | Laura de Sanctis    | Panamá                   |               |
| 2018 | Ornella Gunesekere  | Sri Lanka                |               |
| 2022 | Sofia Depassier     | Chile                    |               |
| 2022 | Maxine Formosa      | Malta                    |               |

### Tabela de Classificação
| Rank | País                     | Vitórias | Anos                   |
| ---- | ------------------------ | -------- | ---------------------- |
| 01   | Guam                     | 04       | 1970, 1985, 1986, 1988 |
| 02   | China                    | 03       | 2007, 2009, 2013       |
| 02   | Estados Unidos           | 03       | 1953, 1960, 1964       |
|      | Ilhas Virgens Americanas | 03       | 1991, 2002, 2005       |
|      | Japão                    | 03       | 1958, 1968, 1979       |
|      | Trinidad e Tobago        | 03       | 1975, 1976, 1978       |

## Melhor em Traje de Banho
| Ano  | Candidata         | País           | Colocação          |
| ---- | ----------------- | -------------- | ------------------ |
| 1992 | Carolina Kemenify | Venezuela      | Finalista          |
| 1993 | Voni Delfos       | Austrália      | Finalista          |
| 1994 | Minorka Mercado   | Venezuela      | 3° lugar           |
| 1995 | Chelsi Smith      | Estados Unidos | Miss Universo 1995 |
| 1996 | Alicia Machado    | Venezuela      | Miss Universo 1996 |
| 1997 | Verna Vasquez     | Curaçau        | Finalista          |
| 1998 | Veruska Ramirez   | Venezuela      | 2° lugar           |
| 1999 | Diana Nogueira    | Espanha        | 3° lugar           |
| 2000 | Lara Dutta        | Índia          | Miss Universo 2000 |
| 2001 | Denise Quiñones   | Porto Rico     | Miss Universo 2001 |
| 2002 | Oxana Fedorova    | Rússia         | Miss Universo 2002 |
| 2008 | Elisa Nájera      | México         | 5° lugar           |

- A Venezuela é o país com mais títulos de Melhor em Traje de Banho. São 04 no total.

## Melhor Estilo Clairol
| Ano  | Candidata            | País       | Colocação          |
| ---- | -------------------- | ---------- | ------------------ |
| 1995 | Paola Dellepiane     | Peru       |                    |
| 1996 | Alicia Machado       | Venezuela  | Miss Universo 1996 |
| 1997 |                      |            |                    |
| 1998 | Katty Fuentes        | México     |                    |
| 1999 | Miriam Quiambao      | Filipinas  | 2° lugar           |
| 2000 | Leticia Murray Acedo | México     |                    |
| 2001 | Denise Quiñones      | Porto Rico | Miss Universo 2001 |

- O México é o país com mais títulos de Miss Estilo Cleirol. São 02 no total.